# Щёлочи
Щёлочи (в рус. языке от слова «щёлок»; производное от того же корня, что и др.-исл. skola «стирать») — гидроксиды щелочных, щелочноземельных металлов (кроме обладающего слабыми основными свойствами гидроксида магния, амфотерных гидроксидов бериллия и цинка – они практически нерастворимы в воде), таллия (гидроксид таллия(I) — является щелочью, несмотря на то что таллий это постпереходный металл, но гидроксид таллия(III) уже не является щелочью — это слабое основание, не растворимое в воде) и европия (гидроксид европия (ІІ)). К щелочам относятся хорошо растворимые в воде основания и гидроксид кальция (малорастворимое основание). При электролитической диссоциации щёлочи образуют анионы OH− и катион металла.
К щелочам относятся гидроксиды металлов подгрупп IA и IIA (начиная с кальция) периодической системы химических элементов, например NaOH (едкий натр), KOH (едкое кали), Ba(OH)2 (едкий барий). В качестве исключений к щелочам относят гидроксид одновалентного таллия TlOH, который хорошо растворим в воде и является сильным основанием и гидроксид европия(II) Eu(OH)2. «Едкие щёлочи» — тривиальное название гидроксидов металлов ІА и ІІА (начиная с кальция) группы. Название обусловлено свойством разъедать кожу и слизистые оболочки (вызывая сильные химические ожоги), бумагу и другие органические вещества. 
Из-за очень большой химической активности щелочных металлов едкие щёлочи долгое время не удавалось разложить и потому они считались простыми веществами. Одним из первых предположение о сложном составе едких щелочей высказал Лавуазье. Основываясь на своей теории о том, что все простые вещества могут окисляться, Лавуазье решил, что едкие щёлочи — это уже окисленные сложные вещества. Однако подтвердить это удалось лишь Дэви в начале XIX века после применения им электрохимии.

## Физические свойства
Гидроксиды щелочных металлов (едкие щёлочи) представляют собой твёрдые, белые (кроме гидроксида цезия — он выглядит грязно-бежевым), очень гигроскопичные вещества. Щёлочи — это сильные основания, очень хорошо растворимые в воде (и малорастворимый гидроксид кальция), причём реакция сопровождается значительным тепловыделением, из-за которого вода в растворе может даже закипеть, что очень опасно. Сила основания и растворимость в воде возрастает с увеличением радиуса катиона в каждой группе периодической системы. Самые сильные щёлочи — гидроксид цезия (поскольку из-за очень малого периода полураспада гидроксид франция не получен в макроскопических количествах) в группе IА и гидроксид радия в группе IIА.
Кроме того, едкие щёлочи растворимы в этаноле и метаноле.

## Химические свойства
Щёлочи проявляют осно́вные свойства. В твёрдом состоянии все щёлочи поглощают H2O и CO2 (поглощение возможно и в растворённом состоянии) из воздуха, постепенно превращаясь в карбонаты (при поглощении СО2). Щёлочи широко применяются в промышленности: гидроксиды натрия и калия – в мыловарении, гидроксид кальция – в строительстве.

### Качественные реакции на щёлочи
Водные растворы щелочей изменяют окраску индикаторов.
| Индикатор и номер перехода | х | Интервал pH и номер перехода | Цвет щелочной формы | Цвет щелочной формы |
| -------------------------- | - | ---------------------------- | ------------------- | ------------------- |
| Метиловый фиолетовый       |   | 0,13-0,5 [I]                 |                     | зелёный             |
| Крезоловый красный [I]     |   | 0,2-1,8 [I]                  |                     | жёлтый              |
| Метиловый фиолетовый [II]  |   | 1,0-1,5 [II]                 |                     | синий               |
| Тимоловый синий [I]        | К | 1,2-2,8 [I]                  |                     | жёлтый              |
| Тропеолин 00               | О | 1,3-3,2                      |                     | жёлтый              |
| Метиловый фиолетовый [III] |   | 2,0-3,0 [III]                |                     | фиолетовый          |
| (Ди)метиловый жёлтый       | О | 3,0-4,0                      |                     | жёлтый              |
| Бромфеноловый синий        | К | 3,0-4,6                      |                     | сине-фиолетовый     |
| Конго красный              |   | 3,0-5,2                      |                     | синий               |
| Метиловый оранжевый        | О | 3,1-(4,0)4,4                 |                     | (оранжево-)жёлтый   |
| Бромкрезоловый зелёный     | К | 3,8-5,4                      |                     | синий               |
| Бромкрезоловый синий       |   | 3,8-5,4                      |                     | синий               |
| Лакмоид                    | К | 4,0-6,4                      |                     | синий               |
| Метиловый красный          | О | 4,2(4,4)-6,2(6,3)            |                     | жёлтый              |
| Хлорфеноловый красный      | К | 5,0-6,6                      |                     | красный             |
| Лакмус (азолитмин)         |   | 5,0-8,0 (4,5-8,3)            |                     | синий               |
| Бромкрезоловый пурпурный   | К | 5,2-6,8(6,7)                 |                     | ярко-красный        |
| Бромтимоловый синий        | К | 6,0-7,6                      |                     | синий               |
| Нейтральный красный        | О | 6,8-8,0                      |                     | янтарно-жёлтый      |
| Феноловый красный          | О | 6,8-(8,0)8,4                 |                     | ярко-красный        |
| Крезоловый красный [II]    | К | 7,0(7,2)-8,8 [II]            |                     | тёмно-красный       |
| α-Нафтолфталеин            | К | 7,3-8,7                      |                     | синий               |
| Тимоловый синий [II]       | К | 8,0-9,6 [II]                 |                     | синий               |
| Фенолфталеин [I]           | К | 8,2-10,0 [I]                 |                     | малиново-красный    |
| Тимолфталеин               | К | 9,3(9,4)-10,5(10,6)          |                     | синий               |
| Ализариновый жёлтый ЖЖ     | К | 10,1-12,0                    |                     | коричнево-жёлтый    |
| Нильский голубой           |   | 10,1-11,1                    |                     | красный             |
| Диазофиолетовый            |   | 10,1-12,0                    |                     | фиолетовый          |
| Индигокармин               |   | 11,6-14,0                    |                     | жёлтый              |
| Epsilon Blue               |   | 11,6-13,0                    |                     | тёмно-фиолетовый    |

### Взаимодействие с кислотами

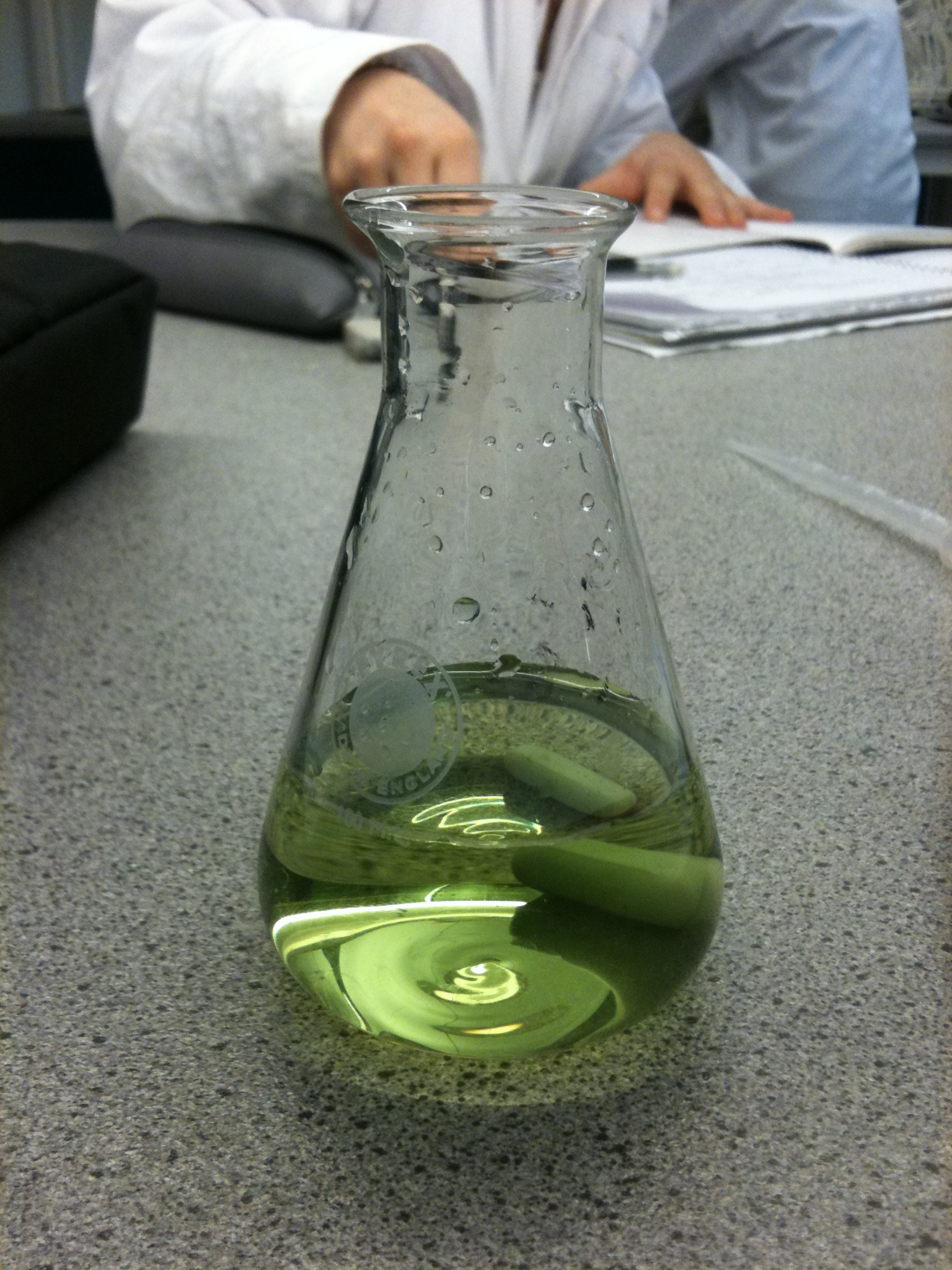
Реакция нейтрализации между гидроксидом натрия и соляной кислотой. Индикаторный агент бромтимоловый синий.

Щёлочи, как основания, взаимодействуют с кислотами с образованием соли и воды (реакция нейтрализации). Это одно из самых важных химических свойств щелочей. 
Щёлочь + Кислота → Соль + Вода
{\displaystyle {\mathsf {NaOH+HCl\longrightarrow NaCl+H_{2}O}}};
{\displaystyle {\mathsf {NaOH+HNO_{3}\longrightarrow NaNO_{3}+H_{2}O}}}.

### Взаимодействие с кислотными оксидами
Щёлочи взаимодействуют с кислотными оксидами с образованием соли и воды:
Щёлочь + Кислотный оксид → Соль + Вода
{\displaystyle {\mathsf {Ca(OH)_{2}+CO_{2}\longrightarrow CaCO_{3}\downarrow +H_{2}O}}};

### Взаимодействие с амфотерными оксидами
{\displaystyle {\mathsf {2KOH+ZnO{\xrightarrow {t^{o}C}}K_{2}ZnO_{2}+H_{2}O}}}.

### Взаимодействие с металлами, проявляющими амфотерные свойства
Растворы щелочей взаимодействуют с металлами, которые образуют амфотерные оксиды и гидроксиды ({\displaystyle {\mathsf {Zn,Al}}} и др). Уравнения этих реакций при сплавлении можно изобразить следующим образом:
{\displaystyle {\mathsf {Zn+2NaOH\longrightarrow Na_{2}ZnO_{2}+H_{2}\uparrow }}};
{\displaystyle {\mathsf {2Al+2KOH+2H_{2}O\longrightarrow 2KAlO_{2}+3H_{2}\uparrow }}}.
В ходе этих реакций в растворах образуются гидроксокомплексы (продукты гидратации указанных выше солей):
{\displaystyle {\mathsf {Zn+2NaOH+2H_{2}O\longrightarrow Na_{2}[Zn(OH)_{4}]+H_{2}\uparrow }}};
{\displaystyle {\mathsf {2Al+2KOH+6H_{2}O\longrightarrow 2K[Al(OH)_{4}]+3H_{2}\uparrow }}};

### Взаимодействие с растворами солей
Растворы щелочей взаимодействуют с растворами солей, если образуется нерастворимый гидроксид или нерастворимая соль:
Раствор щёлочи + Раствор соли → Новый гидроксид + Новая соль
{\displaystyle {\mathsf {2NaOH+CuSO_{4}\longrightarrow Cu(OH)_{2}\downarrow +Na_{2}SO_{4}}}};
{\displaystyle {\mathsf {Ba(OH)_{2}+Na_{2}SO_{4}\longrightarrow 2NaOH+BaSO_{4}\downarrow }}};

## Получение
Растворимые основания получают различными способами.

### Электролиз растворов солей щелочных/щёлочноземельных металлов
Путём электролиза хлоридов и бромидов щелочных металлов: 
{\displaystyle {\mathsf {2NaCl+2H_{2}O\longrightarrow 2NaOH+Cl_{2}+H_{2}}}};
Реакцию нужно проводить под вытяжкой, так как выделяющийся хлор очень вреден для здоровья.
Реакция воды с Щелочными/Щёлочноземельными  металлами
Реакцией воды с металлами IA группы и IIA группы, можно получить гидроксид и водород, который может самовоспламениться из-за высоких температур реакции:
{\displaystyle {\mathsf {2Na+2H_{2}O=2NaOH+H_{2}}}};
Реакция воды с оксидами и пероксидами Щелочных/Щёлочноземельных металлов
Реакцией оксидов и пероксидов щелочных и щёлочноземельных металлов с водой, можно получить основания, в случае пероксидов продукты зависят от нагрева:
{\displaystyle {\mathsf {Na_{2}O_{2}+2H_{2}O=2NaOH+H_{2}O_{2}}}};
{\displaystyle {\mathsf {2Na_{2}O_{2}+2H_{2}O=4NaOH+O_{2}}}}(t°);
{\displaystyle {\mathsf {CaO+H_{2}O=Ca(OH)_{2}}}};
Взаимодействие щелочей с солями Щелочных/Щёлочноземельных металлов  в результате реакции щелочей с растворимыми солями образуется новая соль (Для удачного исхода реакции, конечным продуктом должна быть именно нерастворимая соль иначе мы получим лишь раствор свободных ионов) и щелочь.
{\displaystyle {\mathsf {3LiOH+K_{3}PO_{4}=Li_{3}PO_{4}+3KOH}}};
Реакция соли Щёлочноземельного металла, подвергаемого гидролизу
При реакции солей щелочных/щёлочноземельных металлов (подвергаемых гидролизу), образуется щёлочь и соответствующая аниону кислота:
{\displaystyle {\mathsf {SrS+H_{2}O=Sr(OH)_{2}+H_{2}S}}}(t°);

## Применение
Щёлочи широко применяются в различных производствах и медицине; также для дезинфекции прудов в рыбоводстве и как удобрение, в качестве электролита для щелочных аккумуляторов. В мыле и чистящих средствах также есть щелочь.

## В почвоведении
Слабощелочная почва в почвоведении — это почва, водородный показатель которой выше 7,3. Большинство растений предпочитает слабокислые почвы (с pH от 6,0 до 6,8). Кочанная капуста предпочитает щелочные почвы, и это может помешать другим растениям.